# Kønssygdom
Seksuelt overførte sygdomme, seksuelt overførte infektioner eller kønssygdomme smitter ved seksuel kontakt, herunder vaginal sex, analsex og oralsex eller anden fysisk kontakt med kønsorganer. Det medicinske speciale, der beskæftiger sig med kønssygdomme, kaldes venerologi.
Udtrykket seksuelt overførte infektioner er bredere dækkende, fordi ikke alle seksuelt overførte infektioner udvikler en sygdom, man kan på den måde værre bærer af en infektion, uden at det har konsekvenser for ens eget helbred.
Ikke alle infektioner som kan overføres seksuelt, klassificeres som seksuelt overførte infektioner. For at være en seksuelt overførte infektion, skal den primære overførsel metode være seksuel aktivitet. Omvendt er det muligt at få en seksuelt overført infektion uden seksuel aktivitet, for eksempel gennem blodtransfusion eller deling af sprøjter og kanyler.
Flere kønssygdomme er zoonoser. Gonorré kom oprindeligt fra kvæg og smittede over til mennesker. Syfilis stammer også fra kvæg eller får mange hundrede år tilbage; muligvis seksuelt overført. Den nyligste og dødeligste kønssygdom, der har krydset over fra dyr til mennesker, er HIV, som mennesker fik fra abe-versionen af virusset hos chimpanser.

## Forebyggelse
Kondomer er det bedste forsvar mod smitte af seksuelt overførte infektioner.
Det er yderst sjældent at blive smittet gennem blodtransfusioner, og det regnes for sikkert at modtage blod.
Der er høj risiko for smitte ved at genbruge eller dele sprøjter og især kanyler; en praksis, som undertiden ses hos stofmisbrugere. Ved ganske enkelt at anvende ubrugte remedier nedsættes risikoen for smitte markant.

## Liste over seksuelt overførte sygdomme
- HIV
  - AIDS
- Gonorré
- Hepatitis B (smitsom leverbetændelse)
- Herpes
- Klamydia
- Kønsvorter (kondylomer)
- Mollusker
- Syfilis
- Papillomavirus (HPV)
- Trichomonas